# Plagiopsis scotti
Plagiopsis scotti är en insektsart som beskrevs av Gustav Breddin 1897. Plagiopsis scotti ingår i släktet Plagiopsis och familjen Caliscelidae. Inga underarter finns listade i Catalogue of Life.